# Indiggo
Indiggo este o formație pop-rock compusă din gemenele Mihaela și Gabriela Modorcea.
Tatăl lor, Grid Modorcea, este scriitor, regizor, producător de filme documentare, doctor în arte, iar mama, Violeta Modorcea, e profesoară, doctor în filologie.

## Studii
- 1989 - 1997 Cursuri de canto, pian, chitară și dans la CNM, București și în particular.
- 1995 - 1996 Au fǎcut parte din Corul de copii al Radiodifuziunii Române, București.
- 1998 - 2002 Au urmat Colegiul Național „Gh. Lazăr” din București pe care l-au absolvit cu aceeași medie: 9,94
- 2002 - 2006 Universitatea Națională de Artǎ Teatrală și Cinematografică „I.L. Caragiale”, București, secția actorie pe care au absolvit-o cu 10 - calificativul maxim.
- 2004 Cursuri de actorie și muzică la Köln–Germania (Schule des Theaters “Der Keller”). Cursuri de actorie cu regizorul francez Richard Brunel.
- 2007 - 2008 Studii de actorie la New York cu celebrul actor american Paul Sorvino. Cursuri de dans la  "Alvin Ailey American Dance Theater".

## Activitate muzicală
1996
- Au debutat la 12 ani, în seara de Crăciun, la TVR și Radio România Actualități cu „Colinde, colinde”, pe versurile lui Mihai Eminescu și muzica lui Romeo Vanica.

1999 – 2005
- Au fost prezente la toate posturile de televiziune din România care le-au difuzat videoclipurile cântecelor: “Colinde, colinde”, “Lerului Ler”,  “Copilărie”, “Nu-mi pasă”, “Clar de lună”, “Rage and Love”, “Hip Hop Jam”, “My Adrenalin”.

2000 – 2003
- Au lucrat cu prestigioși compozitori români, precum Adrian Ordean, Mihai Alexandru, Andrei Kerestely, George Natsis, Horia Moculescu.
- Primul album INDIGGO a apărut în anul 2000, la Media Pro Music. Hit-urile “Nu-mi pasă” și „Clar de lună”, “E bine”, “Parfumul tău”, “Am eu grijă”, “La Indiggo”, “Dar să nu ne pară rău”, “Asta-i lumea”, apărute pe numeroase compilații (FHM, Tuborg, Sentimental, Super, Superdance, Superlove, Super vara, All My Music, Vara ispitelor,…), le-au impus pe Mihaela și Gabriela pe piața muzicală românească.
- Concerte-tur în toată România, show-uri la cele mai importante posturi TV si Radio, videoclipuri, numeroase apariții in presă (articole, interviuri, coperți, pictoriale, postere).

Indiggo a interpretat melodii compuse de: 
- Dieter Bohlen - fondator al grupului "Modern Talking", producător al lui Bonnie Tyler, Chris Norman, C.C. Catch.
- David Brandes - compozitor al lui Chris Norman, E-rotic, Bad Boys Blue;
- Thomas Noehre - compozitor al lui Scorpions și Sarah Connor.
- Kai Matthiesen si Rainer Gaffrey - producatorii lui Mr. President.
- Thomas G:sson(Suedia), Phillip Vella si Gerard James Borg(Malta) - de asemenea producatori celebri, specializati in Eurovision.

În anii 2003-2004, gemenele Indiggo s-au lansat în Occident cu maxi-single-ul „Hip Hop Jam” (un latino cubanez cu influențe rock), produs de David Brandes, fiind prezente pe locuri fruntașe în topurile internaționale. Videoclipul piesei Hip Hop Jam a fost produs în Palma de Mallorca de o echipă multinațională ("Klipp Film").
La 10 martie 2006, gemenele Indiggo au avut lansarea single-ului european “Be My  Boyfriend”, produs de Dieter Bohlen la Sony BMG Germania.
Au avut apariții în numeroase publicații germane de top. Showuri și interviuri la cele mai importante posturi de televiziune germane (RTL, Super RTL, ZDF, SAT 1, Pro 7, Viva). RTL, ZDF, SAT1, Pro 7 au realizat ample reportaje despre colaborarea gemenelor Indiggo (supranumite de cotidianul german BILD – "Bohlens Sexy Zwillinge") cu Dieter Bohlen.
Au cântat și împreună cu renumitul bariton Dan Iordăchescu, Culture Beat, In-Grid, DJ Oetzi, Nena, Scooter, Karel Gott, Michael Holm, Matthias Reim, Viktor Laszlo, Bad Boys Blue, E-Rotic.

## Roluri în teatru
- Au interpretat la Teatrul „Casandra” al UNATC rolurile titulare - Louise (Gabriela) și Henriette (Mihaela) din music-hall-ul „Cele două orfeline” (premiat ca cel mai bun spectacol UNATC 2006), parodie după romanul lui Adolphe D'Ennery în regia lui George Ivașcu.
- Au jucat la Teatrul Mundi în spectacolul „Viitorul e în ouă” de Eugen Ionescu regizat de Mihai Măniuțiu.
- Au jucat la Teatrul Național din București în music-hall-ul “America Alive”, în regia lui Gelu Colceag.

După ce le-a văzut în spectacolul "Cele două orfeline", Dumitru Radu Popescu a scris pentru gemenele Indiggo piesa de teatru "...Două surori".
Mihaela și Gabriela Modorcea au interpretat la U.N.A.T.C. rolurile:
- Julieta (Gabriela) și Doica (Mihaela) din „Romeo și Julieta” de W. Shakespeare;
- Catharina (împreună) din „Îmblânzirea scorpiei” de W. Shakespeare;
- Henrietta (Mihaela) și Armanda (Gabriela) din „Femeile savante” de Molière;
- Popova (împreună) din „Ursul” de A.P.Cehov;
- Anghelina (împreună) din „Moromeții” de Marin Preda;
- Constandina (Gabriela) și Mama (Mihaela) din proza scurtă a lui Zaharia Stancu;
- Coca (Gabriela) și Nuți (Mihaela) din „Boul și vițeii” de Ion Băieșu;
- Ioana (Gabriela) din „Regina balului” de Nicolae Mateescu;
- Isabelle (Gabriela) din „Invitație la castel” de Jean Anouilh;
- Laura (Mihaela) din „Ceai și simpatie” de Robert Anderson;
- Berte (Gabriela) și Julle Tesman (Mihaela) din „Hedda Gabler” de H. Ibsen;

## Roluri în film
- Au jucat in celebrul serial de la NBC - "Law & Order: SVU" ( 2009), regia: Peter Leto.
- Au jucat în producția americano-rusă "No Love in The City" (2009), regia Marius Balchunas.
- Au jucat în producția englezo-americanǎ „Van Wilder 2” (2006), regia Mort Nathan, Tapestry Films.
- Au jucat în filmul “Casting Popescu” (2005) - U.N.A.T.C., în regia lui Gh. Preda.

## Volume publicate
- Mihaela este poetă; la începutul anului 2006 i-a apărut primul volum de versuri – “Furie și iubire” ("Rage&Love")-244 pagini, o parte dintre poeme fiind traduse in lb. engleză de Gabriela, sora ei geamănă.

## Alte activități
- Gemenele au studiat pictura; au avut o expoziție de icoane pe lemn la Teatrul „Ion Creangǎ”, București.
- Indiggo au semnat sǎptǎmânal o cronicǎ mondenǎ în ziarul „Capitala”.